# Convenzione di Rotterdam
La Convenzione di Rotterdam o Convenzione di Rotterdam sulla procedura di consenso informato a priori per alcuni prodotti chimici e pesticidi pericolosi nel commercio internazionale (Rotterdam Convention on the Prior Informed Consent Procedure for Certain Hazardous Chemicals and Pesticides in International Trade) è un trattato internazionale, sotto l'egida del Programma delle Nazioni Unite per l'ambiente (UNEP), deciso per promuovere responsabilità condivise in relazione all'importazione di sostanze chimiche pericolose.
La Convenzione promuove lo scambio aperto di informazioni e invita gli esportatori di sostanze chimiche pericolose a utilizzare un'etichettatura adeguata, includere indicazioni sulla gestione in sicurezza e informare gli acquirenti di eventuali restrizioni o divieti noti.
Gli Stati firmatari possono decidere se consentire o vietare l'importazione di sostanze chimiche elencate nel trattato e i paesi esportatori sono obbligati a garantire che i produttori all'interno della loro giurisdizione li rispettino.

## Storia
Mentre la FAO nel 1985 aveva presentato il Codice di condotta sull'uso dei pesticidi, l'UNEP nel 1987 presentava le Linee guida di Londra sullo scambio di informazioni nel commercio internazionale di prodotti chimici.
L'art. 19 dell'Agenda 21, approvata al Summit della Terra (Rio de Janeiro, 1992), che chiedeva uno strumento giuridicamente vincolante sulla procedura di previo consenso informato (PIC) entro l'anno 2000.
Il testo della Convenzione di Rotterdam è stato adottato con la Conferenza dei plenipotenziari che si è tenuta a Rotterdam il 10 settembre 1998.
La Convenzione di Rotterdam è entrata in vigore il 24 febbraio 2004 con la ratifica di almeno 50 Stati.
La prima Conferenza delle parti (COP1) si è tenuta a Ginevra il 20-24 settembre 2004.
La seconda Conferenza delle parti (COP2) si è tenuta a Roma il 27-30 settembre 2005.
Nel corso della Conferenza è stato proposto di creare un Segretariato unico per le tre Convenzioni dell'ONU concernenti i prodotti chimici (Convenzione di Basilea, Convenzione di Rotterdam e Convenzione di Stoccolma).
La terza Conferenza delle parti (COP3) si è tenuta a Ginevra il 9-13 ottobre 2006.
La quarta Conferenza delle parti (COP4) si è tenuta a Roma il 27-31 ottobre 2008. Nel corso della Conferenza è stato deciso di ampliare la lista delle sostanze pericolose (Allegato III) e la creazione di un organismo incaricato di vigilare sul rispetto della Convenzione.
La quinta Conferenza delle parti (COP5) si è tenuta a Ginevra il 20-24 giugno 2011. La Conferenza ha deciso di aggiungere tre sostanze chimiche pericolose all'Allegato III della Convenzione.
La sesta Conferenza delle parti (COP6) si è tenuta a Ginevra dal 28 aprile al 10 maggio 2013, contemporaneamente alla COP11 della Convenzione di Basilea e alla COP6 della Convenzione di Stoccolma. La Conferenza ha deciso di aggiungere quattro sostanze chimiche pericolose all'Allegato III della Convenzione e il bilancio di previsione del biennio 2014-15.
La settima Conferenza delle parti (COP7) si è tenuta a Ginevra il 4-15 maggio 2015, contemporaneamente alla COP12 della Convenzione di Basilea e alla COP7 della Convenzione di Stoccolma, con il tema: "Dalla scienza all'azione, lavorare per un domani più sicuro". Con la Conferenza è stato deciso l'inserimento del pesticida methamidophos nell'Allegato III della Convenzione.
Inoltre Fao e Organizzazione internazionale del lavoro hanno presentato la guida "Proteggi i bambini dai pesticidi!".
L'ottava Conferenza delle parti (COP8) si è tenuta a Ginevra dal 24 aprile al 5 maggio 2017, contemporaneamente alla COP13 della Convenzione di Basilea e alla COP8 della Convenzione di Stoccolma, con il tema: "Un futuro disintossicato: una corretta gestione dei prodotti chimici e dei rifiuti". Alcuni dei principali risultati della conferenza includono l'inserimento nell'Allegato III della Convenzione di quattro nuove sostanze chimiche e la decisione di intraprendere ulteriori lavori intersessionali sul rafforzamento dell'efficacia della Convenzione.
La nona Conferenza delle parti (COP9) si è tenuta a Ginevra dal 29 aprile al 19 maggio 2019, contemporaneamente alla COP14 della Convenzione di Basilea e alla COP9 della Convenzione di Stoccolma, con il tema: "Pianeta pulito, persone sane: una corretta gestione dei prodotti chimici e dei rifiuti". Alcuni dei principali risultati della conferenza includono l'inserimento di due nuove sostanze chimiche nell'Allegato III della Convenzione e l'adozione di procedure e meccanismi nel nuovo Allegato VII della Convenzione (Procedure e meccanismi di controllo dell’adempimento della Convenzione di Rotterdam.
La decima Conferenza delle parti (COP10) si è tenuta, per il segmento online, il 26-30 luglio 2021 e, in presenza, a Ginevra il 6-17 giugno 2022, contemporaneamente alla COP15 della Convenzione di Basilea e alla COP10 della Convenzione di Stoccolma, con il tema: "Accordi globali per un pianeta sano: una corretta gestione dei prodotti chimici e dei rifiuti".
Alcuni dei principali risultati della conferenza includono l'inserimento di due nuovi prodotti chimici industriali nell'Allegato III della Convenzione e deciso il programma di lavoro del neocostituito Comitato di controllo.
Sulle questioni comuni, le tre Conferenze delle parti hanno adottato i bilanci e i programmi di lavoro per il 2022-2023, rafforzato il proprio mandato per la cooperazione e il coordinamento con la Convenzione di Minamata sul mercurio, e stabilire sinergie con altre organizzazioni internazionali nella prevenzione e lotta contro il traffico e il commercio illecito di prodotti chimici e rifiuti pericolosi.
L'undicesima Conferenza delle parti (COP11) si è tenuta a Ginevra dal 1º al 12 maggio 2023, contemporaneamente alla COP16 della Convenzione di Basilea e alla COP11 della Convenzione di Stoccolma, con il tema: "Accelerare l'azione: obiettivi per la corretta gestione dei prodotti chimici e dei rifiuti".
La COP11 ha adottato 15 decisioni, tra cui la cooperazione rafforzata con altri organismi, l'assistenza tecnica, la prevenzione e la lotta al traffico e al commercio illegali e il meccanismo della stanza di compensazione.
Inoltre, è stato deciso l'inserimento nell'Allegato III della Convenzione del pesticida terbufos, per il quale è stato individuato un rischio estremamente elevato per gli organismi terrestri.

## Procedure
La procedura di "consenso informato a priori" (PIC) è un meccanismo per ottenere e divulgare ufficialmente le decisioni delle parti importatrici in merito all'eventuale desiderio di ricevere future spedizioni di sostanze chimiche elencate nell'Allegato III della convenzione e per garantire il rispetto di tali decisioni da parte delle parti esportatrici.
Per ciascuna sostanza chimica elencata nell'Allegato III soggetta alla procedura PIC, viene preparato e inviato a tutte le parti un documento di orientamento decisionale. Lo scopo di questo documento è assistere i governi nella valutazione dei rischi associati alla manipolazione e all'uso della sostanza chimica in questione e nel prendere decisioni più fondamentali sulla sua importazione e sul suo uso futuro, tenendo conto delle condizioni locali (art. 5 della Convenzione).

## Prodotti regolamentati
L'Allegato III della Convenzione include pesticidi e prodotti chimici industriali che sono stati vietati o sottoposti a rigorose restrizioni per motivi sanitari o ambientali da due o più Parti e che la Conferenza delle parti ha deciso di sottoporre alla procedura di "consenso informato a priori" (PIC).
Alla data del 22 ottobre 2022 nell'Allegato III sono elencati 54 prodotti: 35 pesticidi (comprese 3 formulazioni di pesticidi altamente pericolose), 18 sostanze chimiche industriali e 1 sostanza chimica sia nella categoria dei pesticidi che in quella delle sostanze chimiche industriali.
| Nome prodotto | Numero CAS1 | Categoria              |
| --- | --- | ---------------------- |
| 2,4,5-T e i suoi sali ed esteri | 93-76-5 | pesticida              |
| Alacloro | 15972-60-8 | pesticida              |
| Aldicarb | 116-06-3 | pesticida              |
| Aldrina | 309-00-2 | pesticida              |
| Azinfos-metile | 86-50-0 | pesticida              |
| Binapacryl | 485-31-4 | pesticida              |
| Captafol | 2425-06-1 | pesticida              |
| Carbofurano | 1563-66-2 | pesticida              |
| Clordano | 57-74-9 | pesticida              |
| Chlordimeform | 6164-98-3 | pesticida              |
| Clorobenzilato | 510-15-6 | pesticida              |
| DDT | 50-29-3 | pesticida              |
| Dieldrina | 60-57-1 | pesticida              |
| DNOC (dinitro-orto-cresolo) e i suoi sali | 534-52-1 | pesticida              |
| Dinoseb e i suoi sali ed esteri | 88-85-7 | pesticida              |
| 1,2-dibromoetano (EDB) | 106-93-4 | pesticida              |
| Endosulfano | 115-29-7 | pesticida              |
| Dicloroetano | 107-06-2 | pesticida              |
| Ossido di etilene | 75-21-8 | pesticida              |
| Fluoroacetamide | 640-19-7 | pesticida              |
| Esaclorocicloesano (HCH, isomeri misti) | 608-73-1 | pesticida              |
| Eptacloro | 76-44-8 | pesticida              |
| Esaclorobenzene | 118-74-1 | pesticida              |
| Lindano (γ-esaclorocicloesano) | 58-89-9 | pesticida              |
| Composti del mercurio, inclusi inorganici e metallorganici                                                                                                 | 99-99-9 | pesticida              |
| Methamidophos | 10265-92-6 | pesticida              |
| Monocrotophos | 6923-22-4 | pesticida              |
| Parathion | 56-38-2 | pesticida              |
| Pentaclorofenolo e i suoi sali ed esteri | 87-86-5 | pesticida              |
| Phorate | 298-02-2 | pesticida              |
| Toxafene (Camphechlor) | 8001-35-2 | pesticida              |
| Composti del Tributyltin | 1461-22-9, 1983-10-4, 2155-70-6, 24124-25-2, 4342-36-3, 56-35-9, 85409-17-2                                                               | pesticida, industriale |
| Trichlorfon | 52-68-6 | pesticida              |
| Formulazioni in polvere contenenti una combinazione di Benomyl pari o superiore al 7%, Carbofuran pari o superiore al 10% e Thiram pari o superiore al 15% | 137-26-8, 1563-66-2, 17804-35-2 | pesticida2             |
| Parathion-methyl (concentrati emulsionabili (EC) pari o superiore al 19,5% di principio attivo e polveri pari o superiore all'1,5% di principio attivo)    | 298-00-0 | pesticida2             |
| Phosphamidon (formulazioni liquide solubili del prodotto che superano i 1000 g/l di principio attivo)                                                      | 13171-21-6 | pesticida2             |
| Actinolite (asbesto) | 77536-66-4 | industriale            |
| Amosite (asbesto) | 12172-73-5 | industriale            |
| Antofillite (asbesto) | 77536-67-5 | industriale            |
| Octabromodifenil etere commerciale (inclusi Esabromodifenil etere ed Eptabromodifenil etere)                                                               | 36483-60-0, 68928-80-3 | industriale            |
| Pentabromodifenil etere commerciale (incluso Tetrabromodifenil etere)                                                                                      | 32534-81-9, 40088-47-9 | industriale            |
| Crocidolite (asbesto) | 12001-28-4 | industriale            |
| Decabromodifenil etere | 1163-19-5 | industriale            |
| Esabromociclododecano | 134237-50-6, 134237-51-7, 134237-52-8, 25637-99-4, 3194-55-6                                                                              | industriale            |
| Acido perfluoroottansolfonico, perfluoroottansolfonato, perfluorottano sulfonamide, perfluorottano sulfonile                                               | 1691-99-2, 1763-23-1, 24448-09-7, 251099-16-8, 2795-39-3, 29081-56-9, 29457-72-5, 307-35-7, 31506-32-8, 4151-50-2, 56773-42-3, 70225-14-8 | industriale            |
| Acido perfluoroottanoico (PFOA), i suoi sali e composti correlati al PFOA                                                                                  | 335-67-1 | industriale            |
| Bifenili polibromurati (PBB) | 13654-09-6, 27858-07-7, 36355-01-8 | industriale            |
| Policlorobifenili (PCB) | 1336-36-3 | industriale            |
| Policlorotrifenili (PCT) | 61788-33-8 | industriale            |
| Paraffine clorurate a catena corta (SCCP) | 85535-84-8 | industriale            |
| Piombo tetraetile | 78-00-2 | industriale            |
| Piombo tetrametile | 75-74-1 | industriale            |
| Tremolite (asbesto) | 77536-68-6 | industriale            |
| Tris(2,3-dibromopropil) fosfato | 126-72-7 | industriale            |

1il numero CAS (Chemical Abstracts Service) è un numero identificativo univoco assegnato a ogni sostanza chimica

2formulazioni di pesticidi altamente pericolose

## Pubblicazioni
- (EN) Secretariat of the Rotterdam Convention, Rotterdam Convention on the Prior Informed Consent Procedure for Certain Hazardous Chemicals and Pesticides in International Trade. Text and Annexes (PDF), FAO, UNEP, 2005 (archiviato dall'url originale il 25 dicembre 2010).